# Plecia quasimaculata
Plecia quasimaculata är en tvåvingeart som beskrevs av Hardy 1961. Plecia quasimaculata ingår i släktet Plecia och familjen hårmyggor.
Artens utbredningsområde är Haiti. Inga underarter finns listade i Catalogue of Life.